# Eugenijus Bartulis
Eugenijus Bartulis (ur. 7 grudnia 1949 w Kownie) – litewski duchowny katolicki, w latach 1997–2024 biskup diecezji szawelskiej.

## Życiorys
Studiował w seminarium duchownym w Kownie.
Święcenia kapłańskie otrzymał 30 maja 1976. Był m.in. kanclerzem kurii w Kownie, ojcem duchownym w miejscowym seminarium, a także (w latach 1996-1997) rektorem tegoż seminarium.

### Episkopat
28 maja 1997 Jan Paweł II mianował go pierwszym biskupem ordynariuszem nowo powstałej diecezji diecezji szawelskiej. Sakry biskupiej udzielił mu abp Sigitas Tamkevičius.
W latach 2000–2010 był równocześnie Biskupem wojskowym na Litwie.
8 grudnia 2024 papież Franciszek przyjął jego rezygnację z pełnionego urzędu, złożoną ze względu na wiek.